# Полубутовая техника строительства

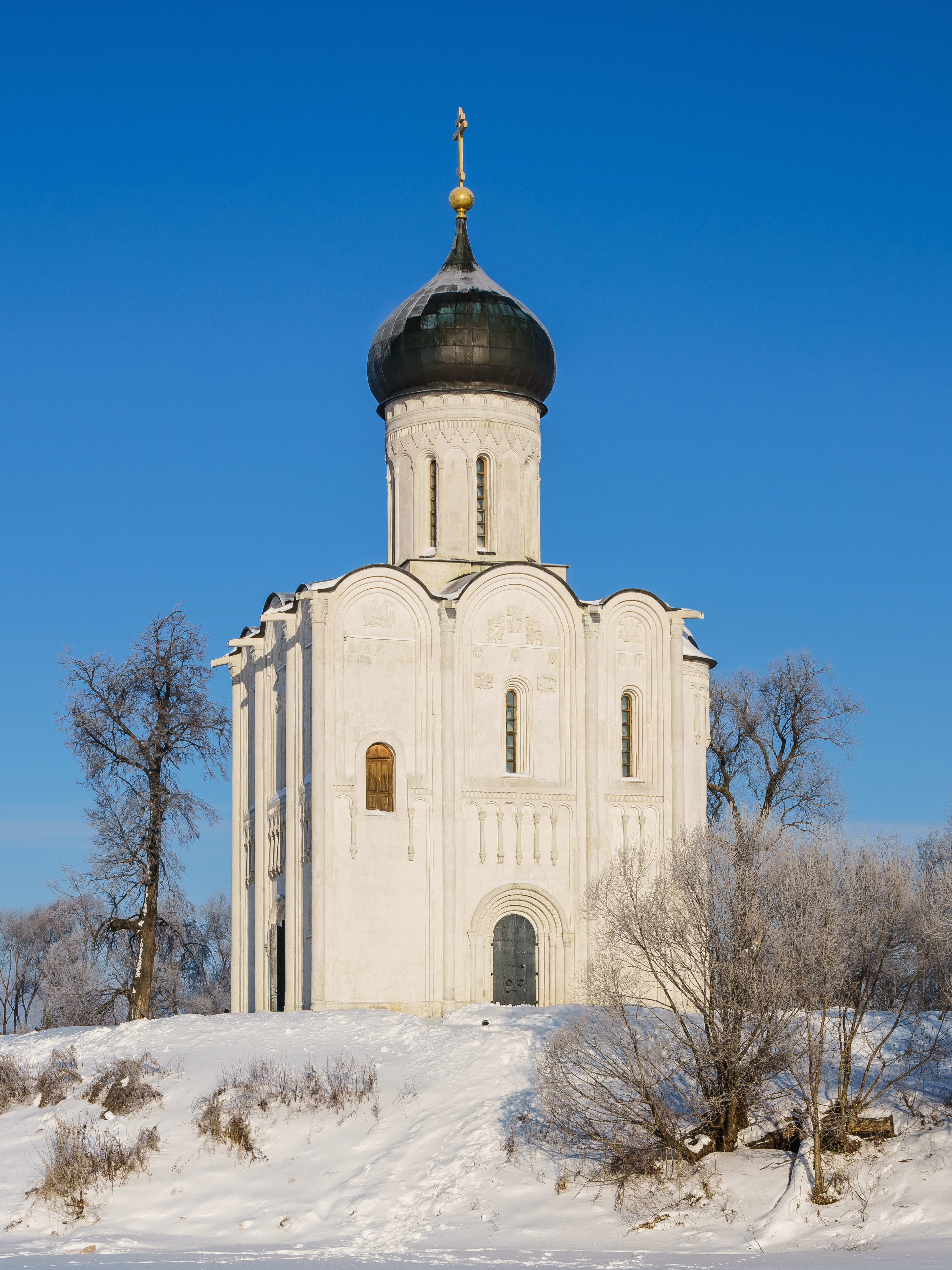
Церковь Покрова на Нерли построена из белого камня в полубутовой технике

Полубу́товая те́хника строи́тельства — средневековая техника возведения стен, при которой на месте будущей стены вначале возводились две параллельные стенки из обтёсанных блоков камня (реже из кирпича), затем пустота между ними заполнялась обломками камня, щебня и кирпича, затем заливалась известковым раствором.
Полубутовая техника широко применялась в Древнем Риме, в западноевропейской романике, готике и строительстве замков, в белокаменном зодчестве Северо-Восточной Руси.

## Образцы
В этой технике построены Собор Парижской Богоматери, Шпейерский собор, Спасо-Преображенский собор (Переславль-Залесский), Церковь Покрова на Нерли и многие другие храмы.